# برج رز

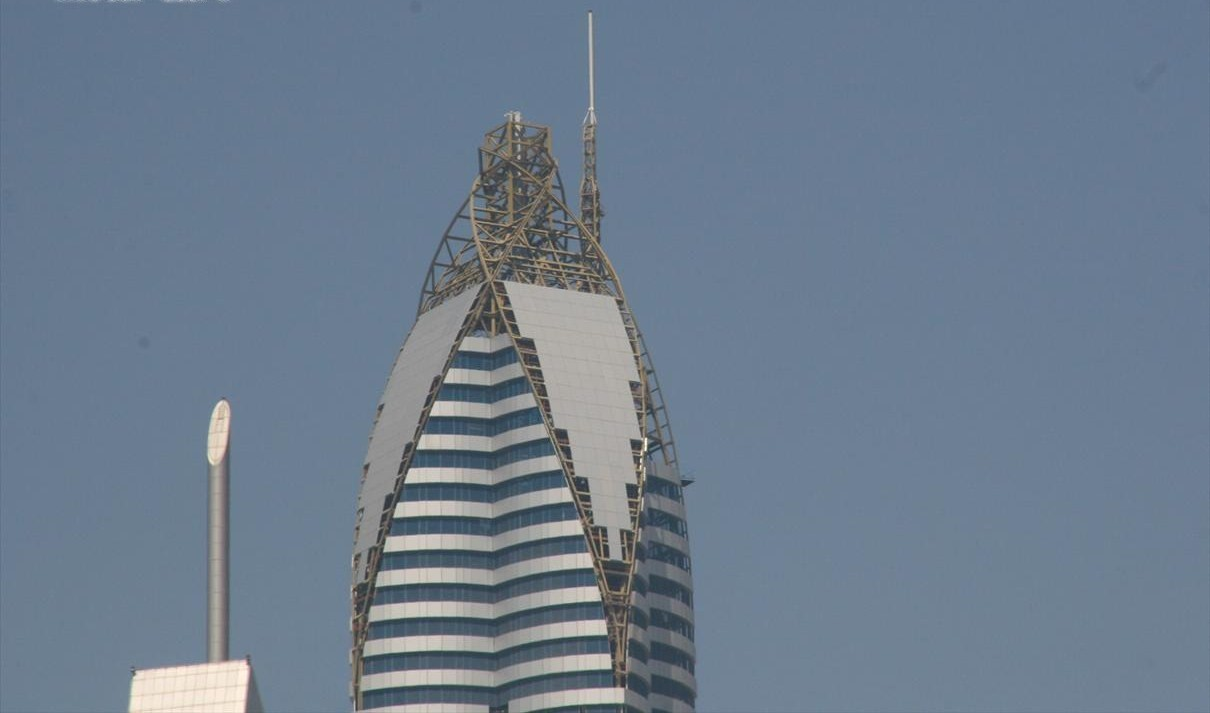
برج رز

برج رز (به انگلیسی: Rose Tower) آسمان‌خراش ۷۱ طبقه به ارتفاع ۳۳۳ متر، با کاربری هتل (۶۸۴ اتاق) است، که در شهر دبی، امارات متحده عربی مستقر می‌باشد. پروژه ساخت این ساختمان در سال ۲۰۰۴ آغاز شد و در سال ۲۰۰۷ تکمیل و در ۲۰۰۹ افتتاح گردید. برج رز تا سال ۲۰۱۲ بلندترین هتل جهان به‌شمار می‌آمد.